# Hypodactylus babax
Hypodactylus babax är en groddjursart som först beskrevs av Lynch 1989.  Hypodactylus babax ingår i släktet Hypodactylus och familjen Strabomantidae. IUCN kategoriserar arten globalt som livskraftig. Inga underarter finns listade i Catalogue of Life.